# Eje Cafetero

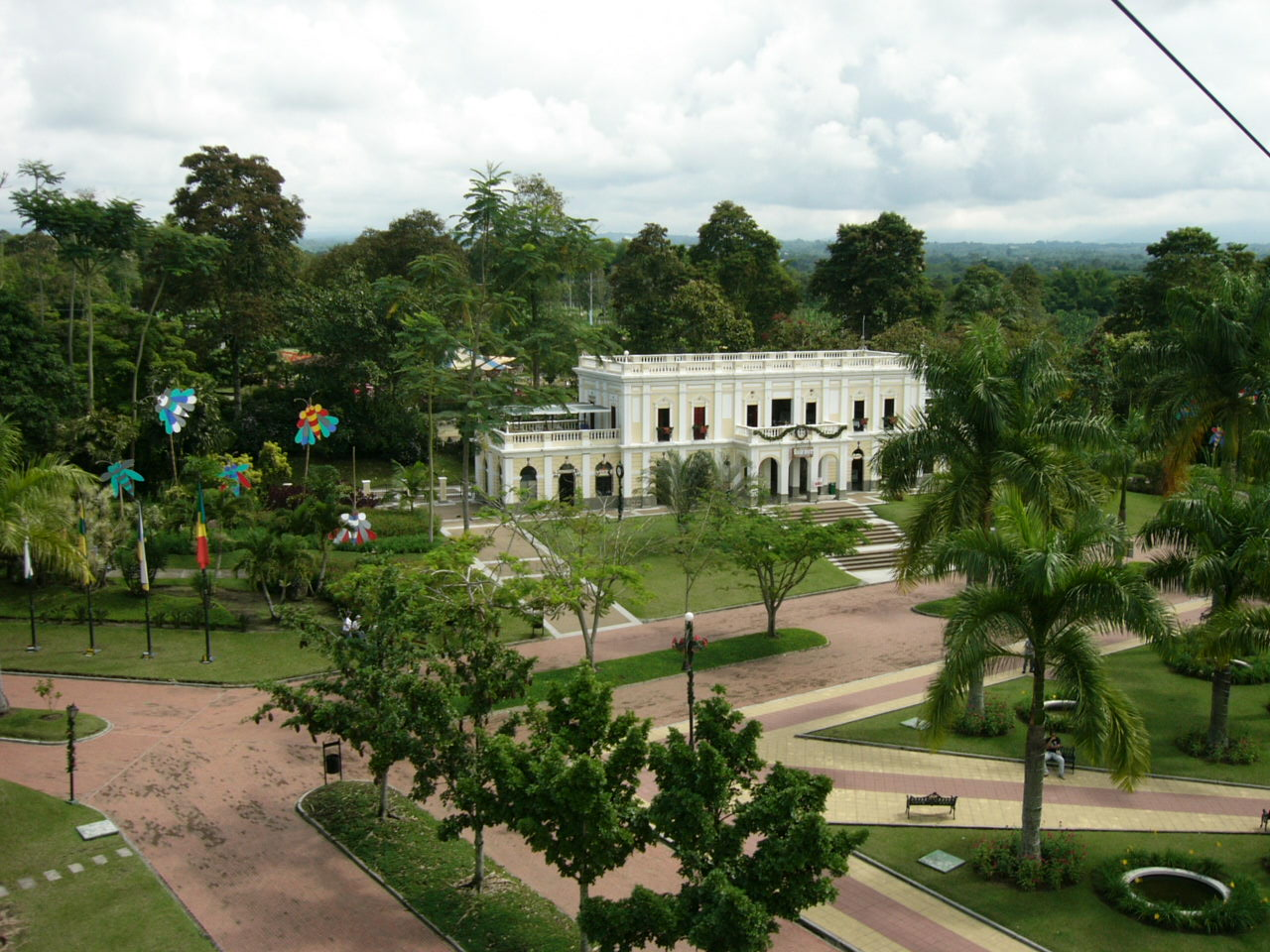
Parque Nacional del Café

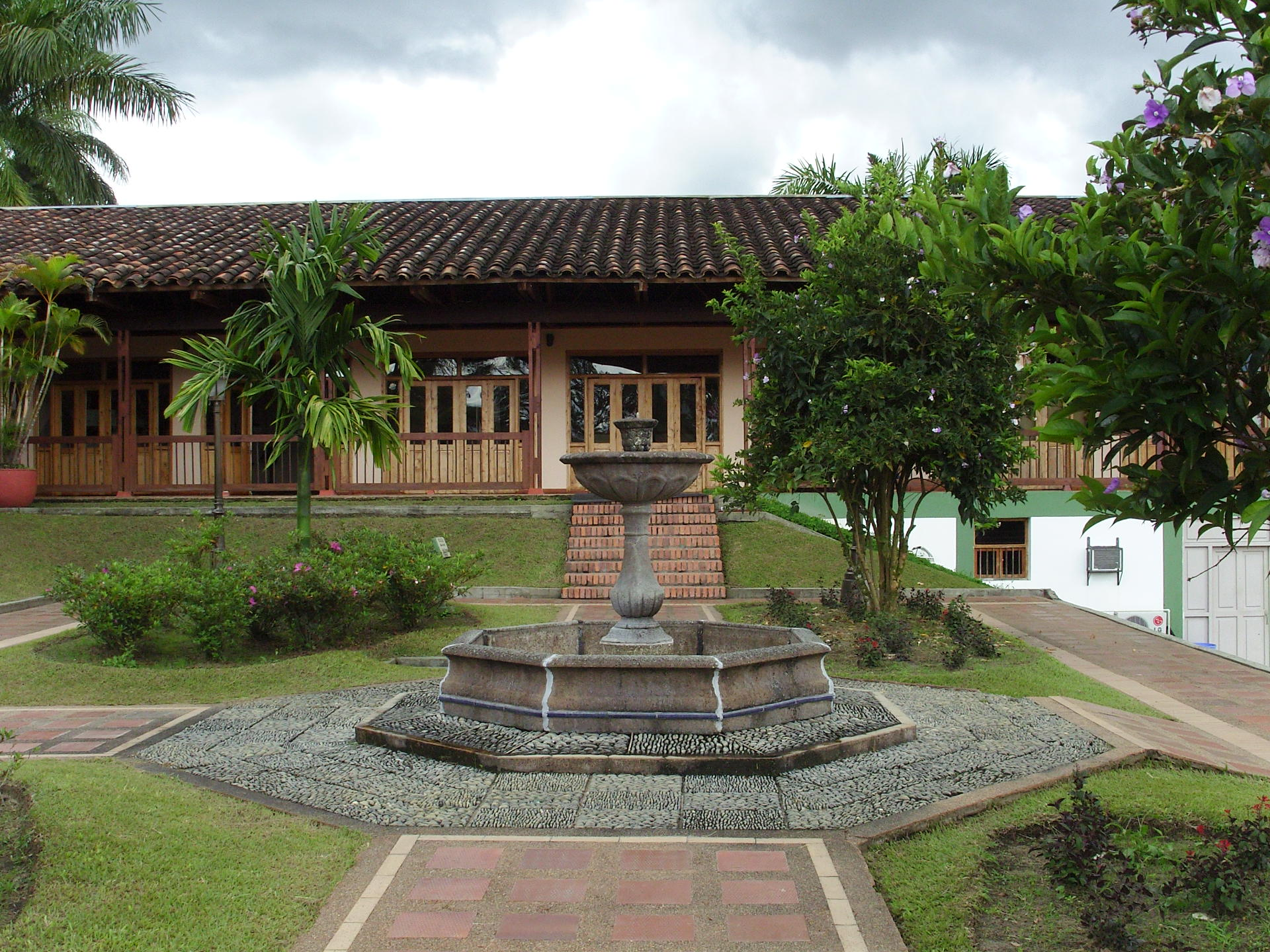
Museo del Café

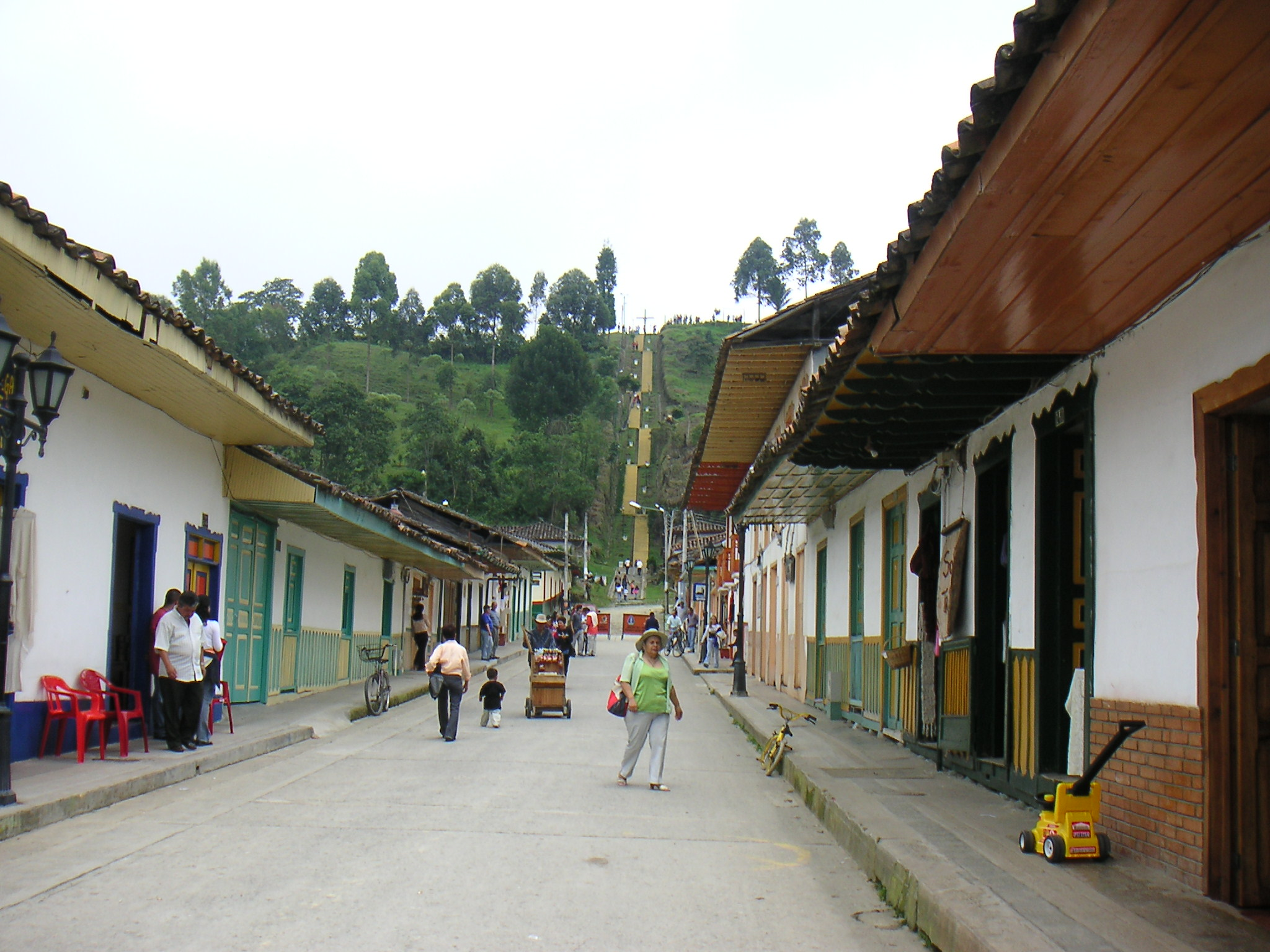
Salento

De Eje Cafetero (Spaans voor 'koffie-as', waarbij as een geometrische as voorstelt) is het belangrijkste koffieproducerende gebied van Colombia. Het gebied wordt ook Zona Cafetera en Triángulo del Café ('koffiedriehoek') genoemd. Sinds 2011 staat het als koffiecultuurlandschap van Colombia op de Werelderfgoedlijst van UNESCO. Koffie, onder andere uit de Eje Cafetero is een van de belangrijkste exportproducten van het land. In 2013 produceerde Colombia bijna 11 miljoen zakken van 60 kilo, een groei ten opzichte van 2012 van 41%.

## Kenmerken
De Eje Cafetero wordt gevormd door 48 gemeenten in de departementen Valle del Cauca (9), Risaralda (11), Caldas (17) en Quindío (11). Het westelijke deel van de Eje Cafetero ligt in de Cordillera Occidental, terwijl de oostelijke kant in de Cordillera Central gelegen is. Het centrale deel wordt gevormd door de vallei van de Cauca. De klimatologische (temperaturen van 8-24°C), topografische (hoogtes van 950 tot 3000 meter) en geologische kenmerken van dit bergachtige gebied bleken ideaal voor de productie van koffie van hoge kwaliteit. Veel van de koffie uit de Eje Cafetero wordt naar Europa geëxporteerd. Het bekendste merk koffie in Colombia is Juan Valdez.

## Geschiedenis
De eerste koffie, een plant die oorspronkelijk uit Afrika komt, werd in Colombia op commerciële schaal verbouwd in Salazar de las Palmas in het departement Norte de Santander. Aan het begin van de twintigste eeuw bestond de agrarische cultuur in de huidige Eje Cafetero vooral uit rubberproductie en concentreerde de landbouw zich aanvankelijk op bonen, maïs en bananen. In de loop van de 20e eeuw werd het gebied een koffieproducerende regio. Door de jaren heen is de koffieteelt sterk verbeterd en zijn de oogstperiodes korter geworden, hoewel nog steeds op de klassieke manier boon voor boon wordt behandeld. De kwaliteit van de koffie is hoog, wat maakt dat de meeste koffie uit de Eje Cafetero niet in Colombia verkocht wordt, maar geëxporteerd wordt met name naar Europa, maar ook naar de Verenigde Staten.

### Protesten
In de zomer van 2013 braken ook in de Eje Cafetero grootschalige protesten uit tegen de ondertekening door de Colombiaanse president Juan Manuel Santos van een vrijhandelsverdrag tussen Colombia en de Verenigde Staten. De grootschalige boerenprotesten in Colombia begonnen met blokkades in Boyacá. De melkveeboeren in Belén verloren zo'n 30.000 liter melk per dag en in totaal waren 8000 boerenfamilies, die samen 300.000 liter per dag produceerden, de dupe. De schade door de stakingen werd geschat op 270 miljoen Colombiaanse peso's. Op het hoogtepunt van de stakingen deden er 60.000 Colombiaanse koffieboeren in de Eje Cafetero en 100.000 boeren in Huila mee.

## Toerisme
In het gebied zijn naast de openbaar te bezoeken koffieplantages meer toeristische trekpleisters. Het vervoer naar veel van de plekken in de rurale gebieden gaat met typische Willys Jeeps. Het park Parque Nacional del Café in Montenegro, Quindío is speciaal ingericht voor de koffieteelt.
Andere bezienswaardigheden:
- Botanische tuin Universidad Tecnológica - Pereira
- Santuario (Risaralda)
- Belén de Umbría
- Thermale baden van Santa Rosa de Cabal
- Parapente in Calarcá
- Cocoravallei, Salento
- Botanische tuin van Quindío en vlindercentrum, Calarcá
- Archeologisch Museum Quimbaya

## Gemeenten in de Eje Cafetero
De Eje Cafetero sensu stricto wordt gevormd door 48 gemeenten in vier Colombiaanse departementen. In ruime zin worden ook andere gemeentes in de departementen en gemeentes in de aangrenzende departementen Antioquia en Tolima tot de Eje Cafetero gerekend. Het Werelderfgoed beperkt zich tot onderstaande lijst waarvan de hoogtes, tenzij anders aangegeven, de hoogtes van de gemeentekernen betekenen.
| Gemeenten die deel uitmaken van het Werelderfgoed Eje Cafetero, Colombia | Gemeenten die deel uitmaken van het Werelderfgoed Eje Cafetero, Colombia | Gemeenten die deel uitmaken van het Werelderfgoed Eje Cafetero, Colombia | Gemeenten die deel uitmaken van het Werelderfgoed Eje Cafetero, Colombia | Gemeenten die deel uitmaken van het Werelderfgoed Eje Cafetero, Colombia | Gemeenten die deel uitmaken van het Werelderfgoed Eje Cafetero, Colombia | Gemeenten die deel uitmaken van het Werelderfgoed Eje Cafetero, Colombia                                                 |
| Gemeente                                                                 | Departement                                                              | Gebergte                                                                 | Hoogte (m)                                                               | Ligging                                                                  | Topografie departement                                                   | Bijzonderheden |
| ------------------------------------------------------------------------ | ------------------------------------------------------------------------ | ------------------------------------------------------------------------ | ------------------------------------------------------------------------ | ------------------------------------------------------------------------ | ------------------------------------------------------------------------ | --- |
| Armenia                                                                  | Quindío                                                                  | Cordillera Central                                                       | 1483                                                                     |                                                                          |                                                                          | • Hoofdstad van Quindío • Belangrijke koffiehandelsstad                                                                  |
| Buenavista                                                               | Quindío                                                                  | Cordillera Central                                                       | 1477                                                                     |                                                                          |                                                                          | |
| Calarcá                                                                  | Quindío                                                                  | Cordillera Central                                                       | 1573                                                                     |                                                                          |                                                                          | • Parapente • Botanische tuin van Quindío en vlindercentrum                                                              |
| Circasia                                                                 | Quindío                                                                  | Cordillera Central                                                       | 1772                                                                     |                                                                          |                                                                          | • Begraafplaats voor alle religies                                                                                       |
| Córdoba                                                                  | Quindío                                                                  | Cordillera Central                                                       | 1700                                                                     |                                                                          |                                                                          | |
| Filandia                                                                 | Quindío                                                                  | Cordillera Central                                                       | 1923                                                                     |                                                                          |                                                                          | • 2874 van 3979 ha (72%) aan koffieplantages                                                                             |
| Génova                                                                   | Quindío                                                                  | Cordillera Central                                                       | 3000 - 3850                                                              |                                                                          |                                                                          | • Buitensportactiviteiten                                                                                                |
| Montenegro                                                               | Quindío                                                                  | Cordillera Central                                                       | 1294                                                                     |                                                                          |                                                                          | • Parque Nacional del Café                                                                                               |
| Pijao                                                                    | Quindío                                                                  | Cordillera Central                                                       | 1100 - 3800                                                              |                                                                          |                                                                          | • Genoemd naar de pijaos • Mijnbouw (goud)                                                                               |
| Quimbaya                                                                 | Quindío                                                                  | Cordillera Central                                                       | 1425                                                                     |                                                                          |                                                                          | • Genoemd naar de quimbaya's • Feria - 7/8 dec • Archeologisch Museum Quimbaya                                           |
| Salento                                                                  | Quindío                                                                  | Cordillera Centralv                                                      | 1895                                                                     |                                                                          |                                                                          | • Cocoravallei • Toeristische hotspot                                                                                    |
| Apía                                                                     | Risaralda                                                                | Cordillera Occidental                                                    | 1000 - 4150                                                              |                                                                          |                                                                          | • Parque Nacional Natural de Tatamá                                                                                      |
| Balboa                                                                   | Risaralda                                                                | Cordillera Occidental                                                    | 1550                                                                     |                                                                          |                                                                          | • Fiestas del Campesino 15-30 juli                                                                                       |
| Belén de Umbría                                                          | Risaralda                                                                | Cordillera Occidental                                                    | 1525                                                                     |                                                                          |                                                                          | • Nummer 1 producent van Risaralda • Nummer 10 producent van Colombia                                                    |
| Dosquebradas                                                             | Risaralda                                                                | Cordillera Central                                                       | 1460                                                                     |                                                                          |                                                                          | • Explosie oliepijpleiding op 23 december 2011                                                                           |
| Guática                                                                  | Risaralda                                                                | Cordillera Occidental                                                    | 1820                                                                     |                                                                          |                                                                          | • Genoemd naar de cacique van de familie Anselma                                                                         |
| La Celia                                                                 | Risaralda                                                                | Cordillera Occidental                                                    | 1350                                                                     |                                                                          |                                                                          | • |
| La Virginia                                                              | Risaralda                                                                | Vallei van de Cauca                                                      | 1023                                                                     |                                                                          |                                                                          | • |
| Marsella                                                                 | Risaralda                                                                | Cordillera Central                                                       | 1575                                                                     |                                                                          |                                                                          | • |
| Mistrató                                                                 | Risaralda                                                                | Cordillera Occidental                                                    | 1518                                                                     |                                                                          |                                                                          | • |
| Pereira                                                                  | Risaralda                                                                | Cordillera Central                                                       | 1411                                                                     |                                                                          |                                                                          | • Hoofdstad van Risaralda                                                                                                |
| Pueblo Rico                                                              | Risaralda                                                                | Cordillera Occidental                                                    | 1560                                                                     |                                                                          |                                                                          | • Parque Nacional Natural Tatamá                                                                                         |
| Quinchía                                                                 | Risaralda                                                                | Cordillera Central                                                       | 1825                                                                     |                                                                          |                                                                          | • Mijnbouw (goud en steenkool)                                                                                           |
| Santa Rosa de Cabal                                                      | Risaralda                                                                | Cordillera Occidental                                                    | 1715                                                                     |                                                                          |                                                                          | • Voormalig treinstation • Langste chorizo ter wereld; 1917 meter • Thermale baden                                       |
| Santuario                                                                | Risaralda                                                                | Cordillera Occidental                                                    | 1565                                                                     |                                                                          |                                                                          | • Parque Nacional Natural Tatamá                                                                                         |
| Aguadas                                                                  | Caldas                                                                   | Cordillera Central                                                       | 2000                                                                     |                                                                          |                                                                          | • Productie van Panamese hoeden • Ciudad de la niebla - stad van de mist                                                 |
| Anserma                                                                  | Caldas                                                                   | Cordillera Occidental                                                    | 1790                                                                     |                                                                          |                                                                          | • Gesticht op 15 augustus 1539                                                                                           |
| Aranzazu                                                                 | Caldas                                                                   | Cordillera Central                                                       | 1960                                                                     |                                                                          |                                                                          | • Mogelijk genoemd naar Juan de Dios Aranzazu, de eerste antioqueño president van Colombia                               |
| Belalcázar                                                               | Caldas                                                                   | Cordillera Occidental                                                    | 1632                                                                     |                                                                          |                                                                          | • Christusbeeld van 45,5 meter hoogte met uitkijkpost bovenin                                                            |
| Chinchiná                                                                | Caldas                                                                   | Cordillera Central                                                       | 1378                                                                     |                                                                          |                                                                          | • De enige plantage met vriesdroogmogelijkheid • Getroffen door de uitbarsting van de Nevado del Ruiz (13 november 1985) |
| Filadelfia                                                               | Caldas                                                                   | Cordillera Central                                                       | 1550                                                                     |                                                                          |                                                                          | • Archeologisch museum "Los Carrapas"                                                                                    |
| La Merced                                                                | Caldas                                                                   | Cordillera Central                                                       | 1819                                                                     |                                                                          |                                                                          | • Genoemd naar Virgen de la Merced                                                                                       |
| Manizales                                                                | Caldas                                                                   | Cordillera Central                                                       | 2150                                                                     |                                                                          |                                                                          | • Hoofdstad van Caldas                                                                                                   |
| Manzanares                                                               | Caldas                                                                   | Cordillera Central                                                       | 1871                                                                     |                                                                          |                                                                          | • |
| Neira                                                                    | Caldas                                                                   | Cordillera Central                                                       | 1969                                                                     |                                                                          |                                                                          | • |
| Pácora                                                                   | Caldas                                                                   | Cordillera Central                                                       | 1832                                                                     |                                                                          |                                                                          | • |
| Palestina                                                                | Caldas                                                                   | Cordillera Central                                                       | 1630                                                                     |                                                                          |                                                                          | • |
| Riosucio                                                                 | Caldas                                                                   | Cordillera Central                                                       | 1783                                                                     |                                                                          |                                                                          | • |
| Risaralda                                                                | Caldas                                                                   | Cordillera Central                                                       | 1743                                                                     |                                                                          |                                                                          | • |
| Salamina                                                                 | Caldas                                                                   | Cordillera Central                                                       | 1822                                                                     |                                                                          |                                                                          | • |
| San José                                                                 | Caldas                                                                   | Cordillera Central                                                       | 1710                                                                     |                                                                          |                                                                          | • |
| Supía                                                                    | Caldas                                                                   | Cordillera Central                                                       | 1183                                                                     |                                                                          |                                                                          | • |
| Villamaría                                                               | Caldas                                                                   | Cordillera Central                                                       | 1920                                                                     |                                                                          |                                                                          | • |
| Alcalá                                                                   | Valle del Cauca                                                          | Cordillera Occidental                                                    | 1290                                                                     |                                                                          |                                                                          | • |
| Ansermanuevo                                                             | Valle del Cauca                                                          | Cordillera Occidental                                                    | 1035                                                                     |                                                                          |                                                                          | • |
| Caicedonia                                                               | Valle del Cauca                                                          | Cordillera Occidental                                                    | 1100                                                                     |                                                                          |                                                                          | • |
| El Águila                                                                | Valle del Cauca                                                          | Cordillera Occidental                                                    | 1800                                                                     |                                                                          |                                                                          | • |
| El Cairo                                                                 | Valle del Cauca                                                          | Cordillera Occidental                                                    | 1850                                                                     |                                                                          |                                                                          | • |
| Riofrío                                                                  | Valle del Cauca                                                          | Cordillera Occidental                                                    | 948                                                                      |                                                                          |                                                                          | • |
| Sevilla                                                                  | Valle del Cauca                                                          | Cordillera Occidental                                                    | 1612                                                                     |                                                                          |                                                                          | • |
| Trujillo                                                                 | Valle del Cauca                                                          | Cordillera Occidental                                                    | 1260                                                                     |                                                                          |                                                                          | • |
| Ulloa                                                                    | Valle del Cauca                                                          | Cordillera Occidental                                                    | 1350                                                                     |                                                                          |                                                                          | • |

## Verkiezing achtste wereldwonder
Bij een verkiezing voor het Achtste Wereldwonder op de website VirtualTourist eindigde de Eje Cafetero op de derde plaats, na winnaar Torres del Paine in Chili en de Santa Ana-vulkaan met haar kratermeer Coatepeque.
- Virtual International Authority File: 152263889